# ガラツィ市電
ガラツィ市電（ルーマニア語: Tramvaiul din Galaţi）は、ルーマニアの都市・ガラツィ市内に存在する路面電車。2020年現在はトランスウルブ（Transurb S.A.）による運営が行われている。

## 概要
ガラツィ市内に路面電車を建設する計画は19世紀末、1895年から始まり、1900年8月14日にベルギーのブリュッセルに本社を置く企業により営業運転が始まった。当初は軌間1,435 mmで計画されていたが実際は1,000 mmの軌間で建設が行われ、ガラツィ市内に5つの系統を有していた。
その後、第一次世界大戦中の運行中断を経て1931年に路線網は公営化されたものの、第二次世界大戦により甚大な被害を受けたガラツィ市電は1944年に運行を停止し、運行を再開したのは1940年代後半となった。それ以降は路線網の拡張が実施されたが、1969年以降は軌間1,435 mmの路線の整備が行われ、従来の軌間1,000 mmの区間については1975年までに廃止されている。1980年代には更に路線網が広がり、ガラツィ中心部と郊外を結ぶ大規模なネットワークが整備された一方、一部はルーマニア民主化後の1990年代以降には一部区間の廃止も行われている。運営組織については民主化前後含めて何度も再編が実施されており、現在のトランスウルブ（Transurb S.A.）による運営が始まったのは1998年以降である。
2019年の時点では以下の3つの系統による運行が行われていたが、2020年3月1日以降線路の大規模な改修工事が実施されるのに伴い全線を休止し、同区間を走行する代行バスが設定された。これは欧州連合からの支援を受けた近代化計画の一環であり、線路の修復や電停の近代化のみならず、走行する道路の近代化、上下水道の交換、街路照明の近代化など大規模な工事が実施され、道路そのものを数週間にわたって閉鎖した上で工事が行われた箇所もあった。その後、翌2021年11月1日の7号線以降順次運行を再開しており、後述する新型電車の導入も実施されている。
| 系統番号 | 起点                  | 終点               | 備考・参考                                      |
| -------- | --------------------- | ------------------ | ----------------------------------------------- |
| 7        | Micro 19-Cinema Dacia | Cimitirul Israelit | 39号線とは経由区間が異なる 2021年以降運行を再開 |
| 39       | Micro 19-Cinema Dacia | Cimitirul Israelit | 7号線とは経由区間が異なっていた                 |
| 44       | Comat                 | Piata Centrala     | [ 11 ]                                          |

## 車両

### 現有車両
- オーセンティック - ルーマニアの国内メーカーであるアストラ・ヴァゴアネ・カラトリ（ルーマニア語版）が展開する2車体連接式の超低床電車。バリアフリーへの対応に加えて安全性の向上、空調装置の導入、回生ブレーキの搭載による消費電力の削減など近代化を目的とした多数の要素が備わっている車両で、全長19 m、全幅2.4 m、定員は114人（着席30人）である。2020年にトランスウルブとアストラ・ヴァゴアネ・カラトリとの間で導入契約が交わされ、2021年11月の7号線運行再開以降8両が導入されている他、2024年には10両の追加発注が実施されている。これに際しては施設の近代化と同様に欧州連合からの支援が行われる[4][6][12][13]。
- ZGT6 - ロッテルダム市電（オランダ語版）（オランダ：ロッテルダム）から譲渡された2車体連接車。2024年時点で23両が在籍する[14]。

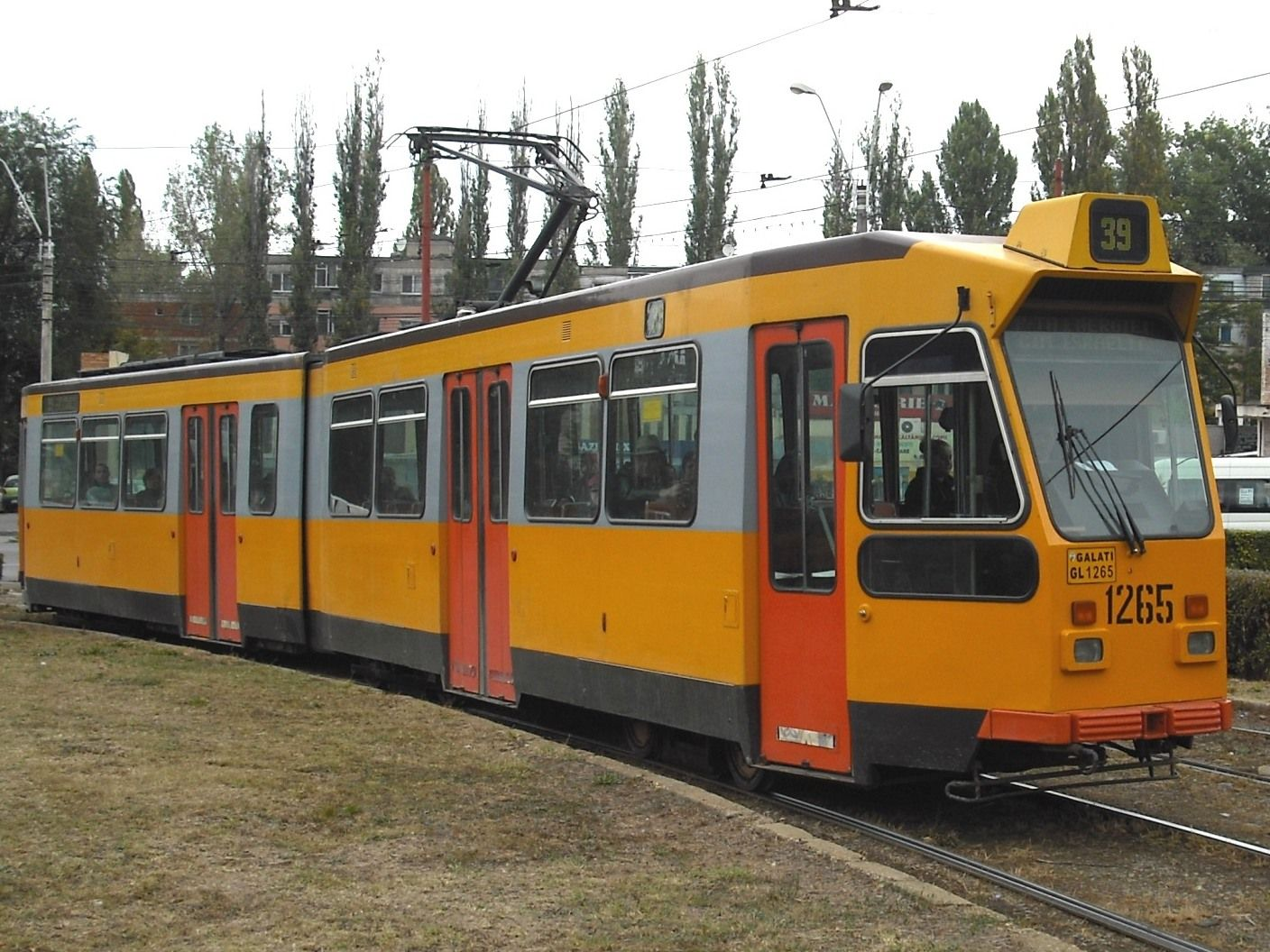
ZGT6（2011年撮影）

### 過去の車両
ガラツィ市電において2020年の休止時まで使用されていた営業用車両は全てルーマニア国外からの譲渡車両であった。
- L・l - フランクフルト市電（ドイツ：フランクフルト・アム・マイン）からの譲渡車。「L」は片運転台・ボギー式の電動車、「l」はボギー式の付随車であった。
- T4D-MI、T4D-Z - ドレスデン市電（ドイツ：ドレスデン）からの譲渡車両。

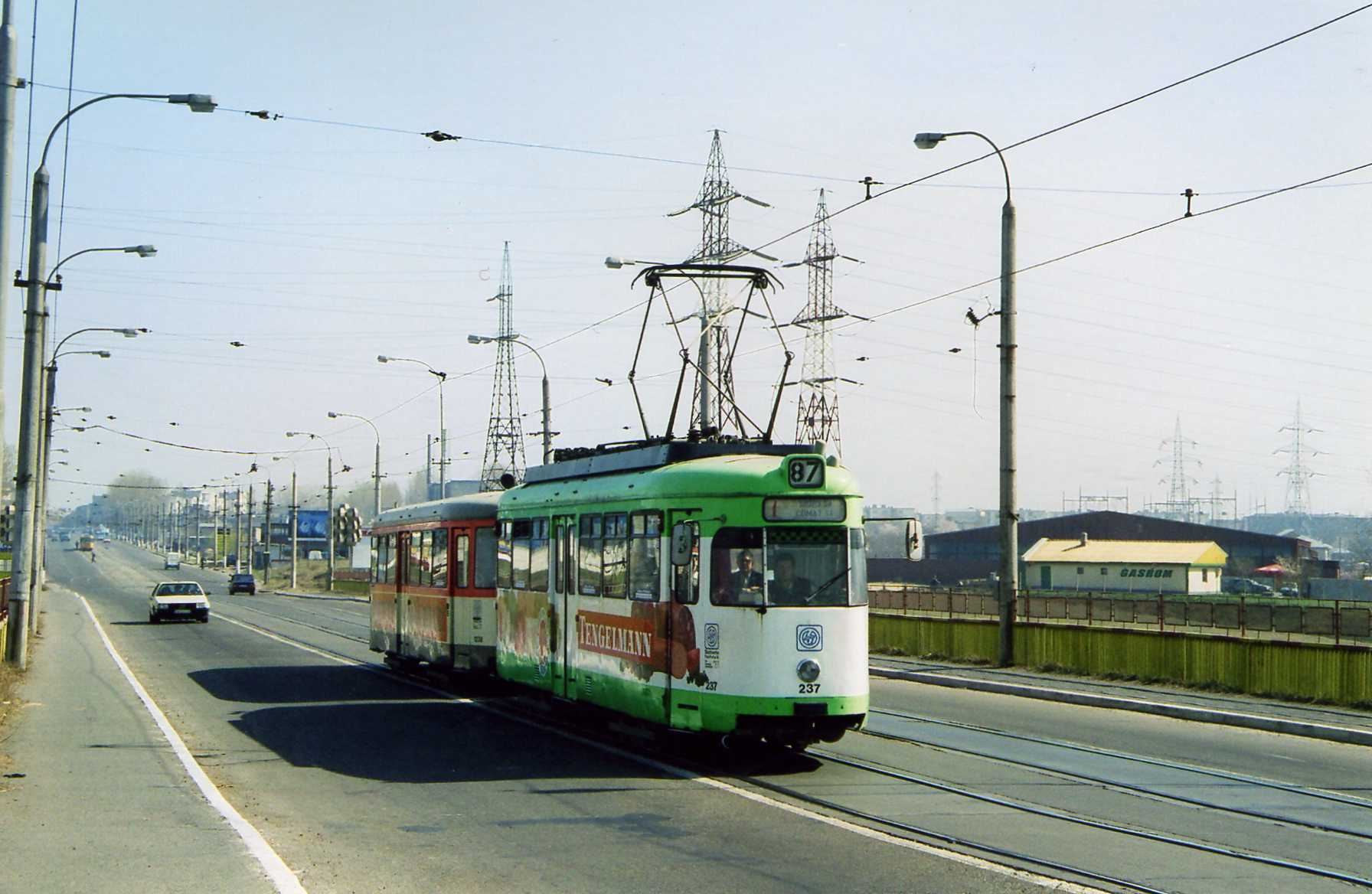
L + l（2009年撮影）
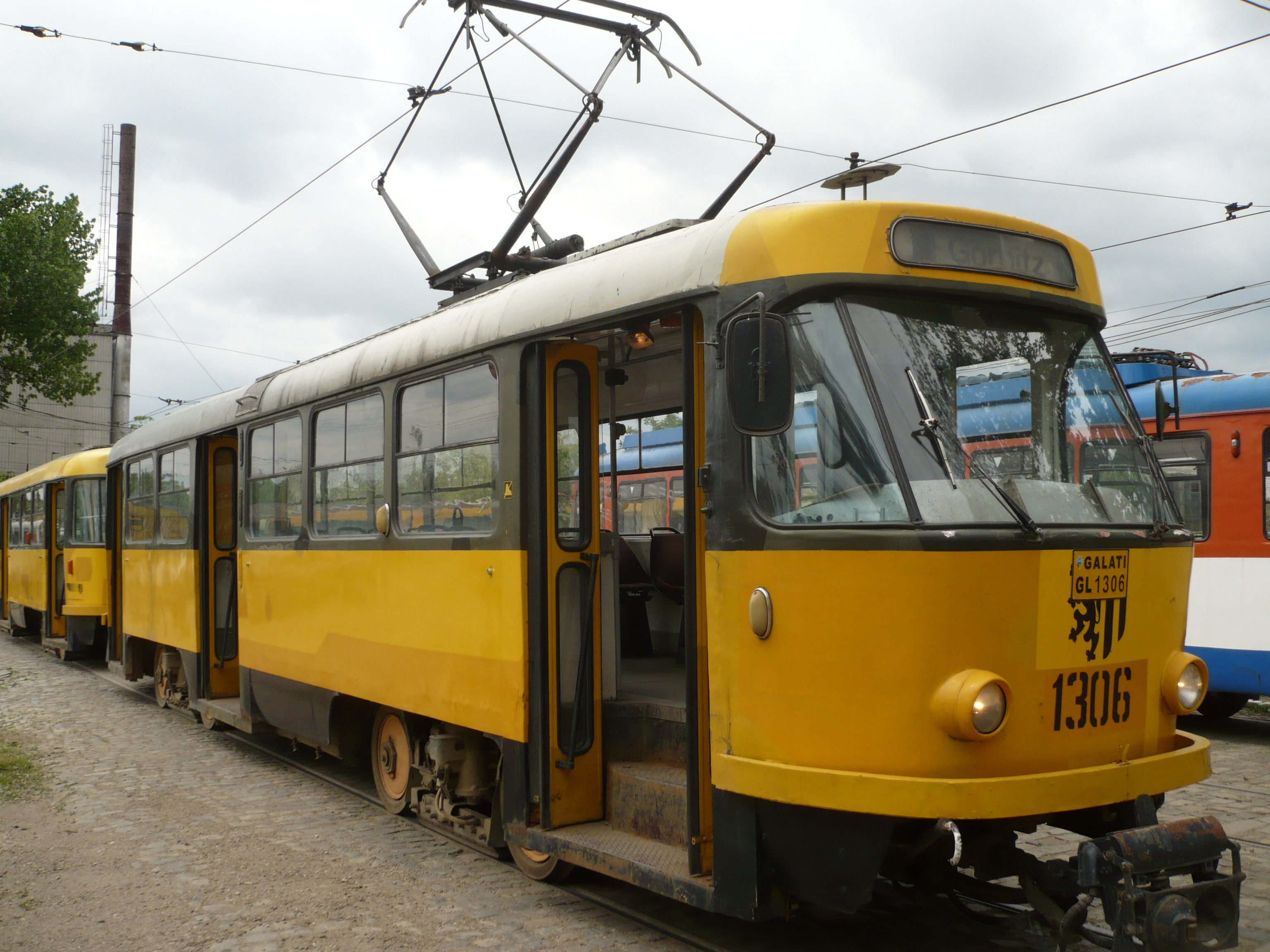
T4D（2010年撮影）